# Branko Hucika
Branko Hucika (ur. 10 lipca 1977 w Zagrzebiu) – chorwacki piłkarz grający na pozycji obrońcy.

## Sukcesy
- 2005 S-League (Tampines Rovers)